# Gautier-Wehrlé
Gautier-Wehrlé est un constructeur automobile français.

## Production

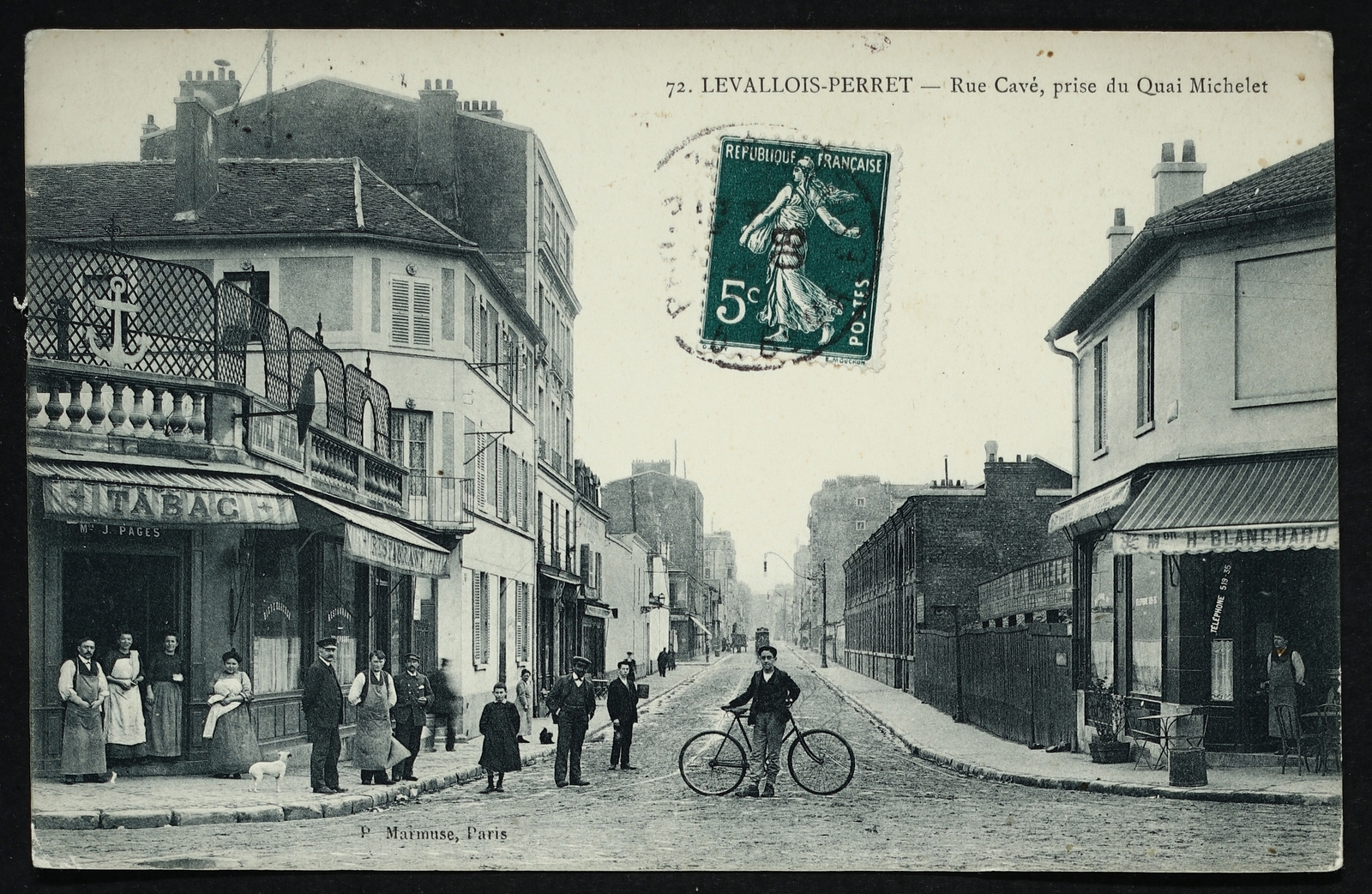
Levallois-Perret.Rue Cavé prise du quai Michelet.

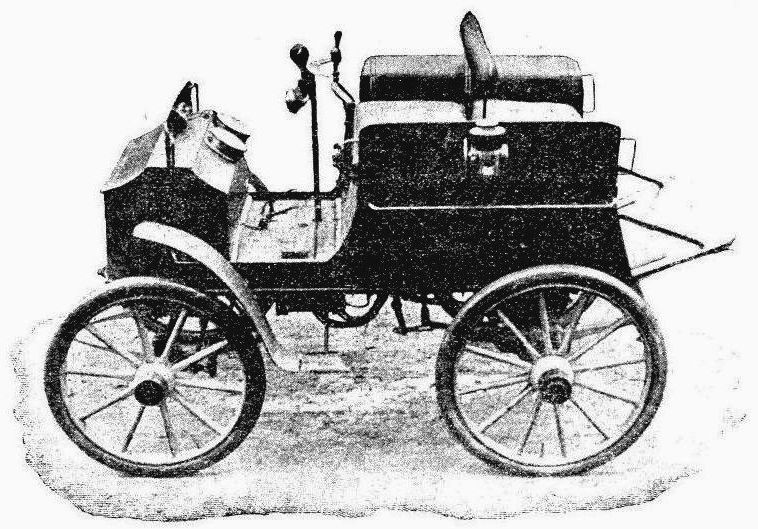
Gautier-Wehrlé Dog-cart électrique (1898).

L’entreprise basée à Levallois-Perret a commencé à produire des automobiles en 1894. L’usine était située au numéro 31 rue Cavé. Le nom de marque était Gautier-Wehrlé. Tout d'abord, des voitures à vapeur ont été produites. La production de voitures à vapeur a pris fin en 1897.
À partir de 1897, la marque Société Continentale d’Automobiles est utilisée. La gamme de véhicules était très variée et allait des deux-roues aux tricycles et aux autobus. Un véhicule électrique était également proposé. La production s’est terminée en 1900. La société belge Linon a fabriqué certains modèles sous licence. Charles Gautier fondera plus tard Gautier et Cie.